# کی کایزر
کی کایزر (انگلیسی: Kay Kyser؛ ‏ ۱۸ ژوئن ۱۹۰۵ – ۲۳ ژوئیهٔ ۱۹۸۵) خواننده، بازیگر، شخصیت رادیویی و رهبر گروه موسیقی اهل ایالات متحده آمریکا بود. وی بین سال‌های ۱۹۲۶ تا ۱۹۵۰ میلادی فعالیت می‌کرد.
از فیلم‌هایی که وی در آن‌ها نقش داشته‌است، می‌توان به جاسوس محبوب من اشاره نمود.